# Ksar Aïn Chaïr
Ksar Aïn Chaïr (en arabe : قصر عين الشعير) est un village fortifié dans la province de Figuig, région de l'Oriental à l'est du Maroc .